# Scarborough (Queensland)
Pour les articles homonymes, voir Scarborough.
Scarborough est une banlieue résidentielle de la Région de la baie Moreton dans le Queensland en Australie, située à environ 30 km de Brisbane.
Sa population était de 8 705 habitants en 2016.

## Galerie

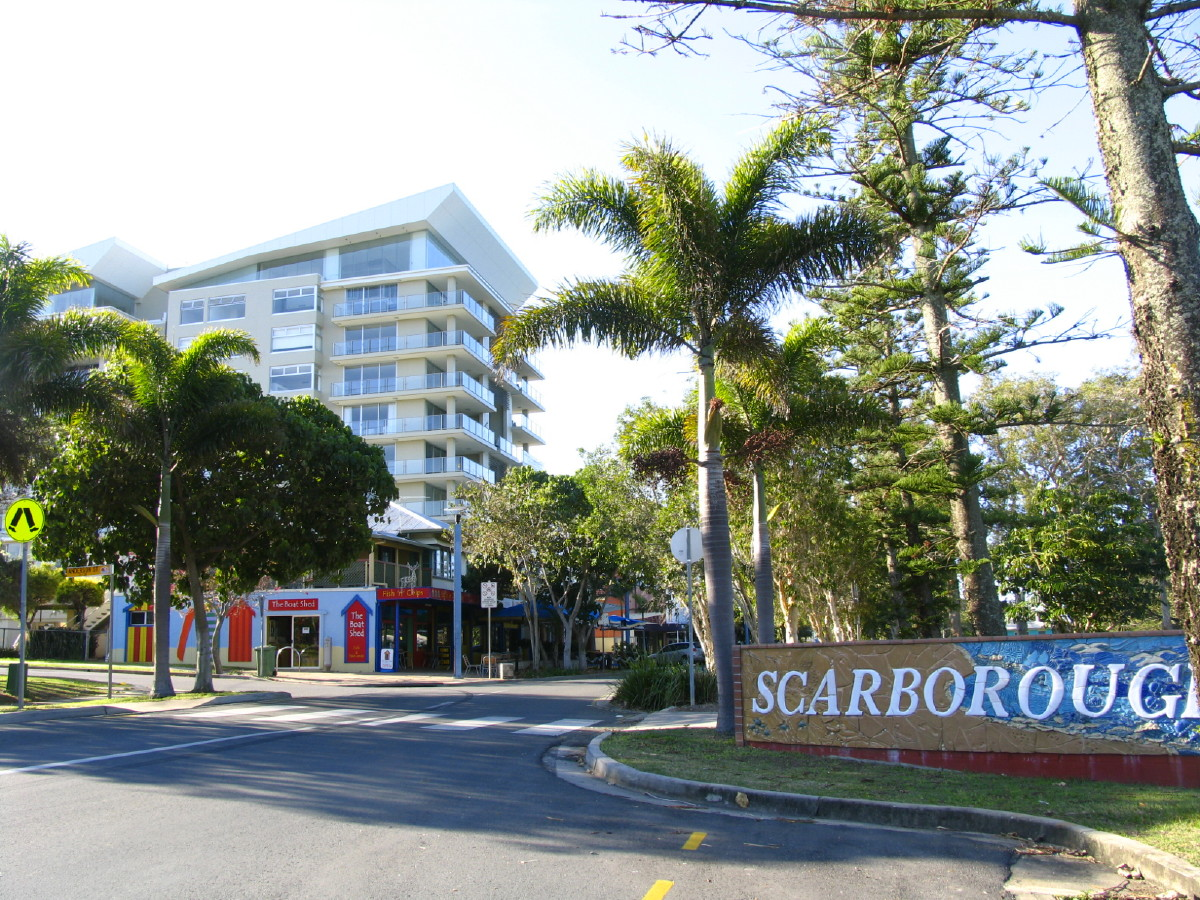
Entrée du district de Scarborough Central Business District
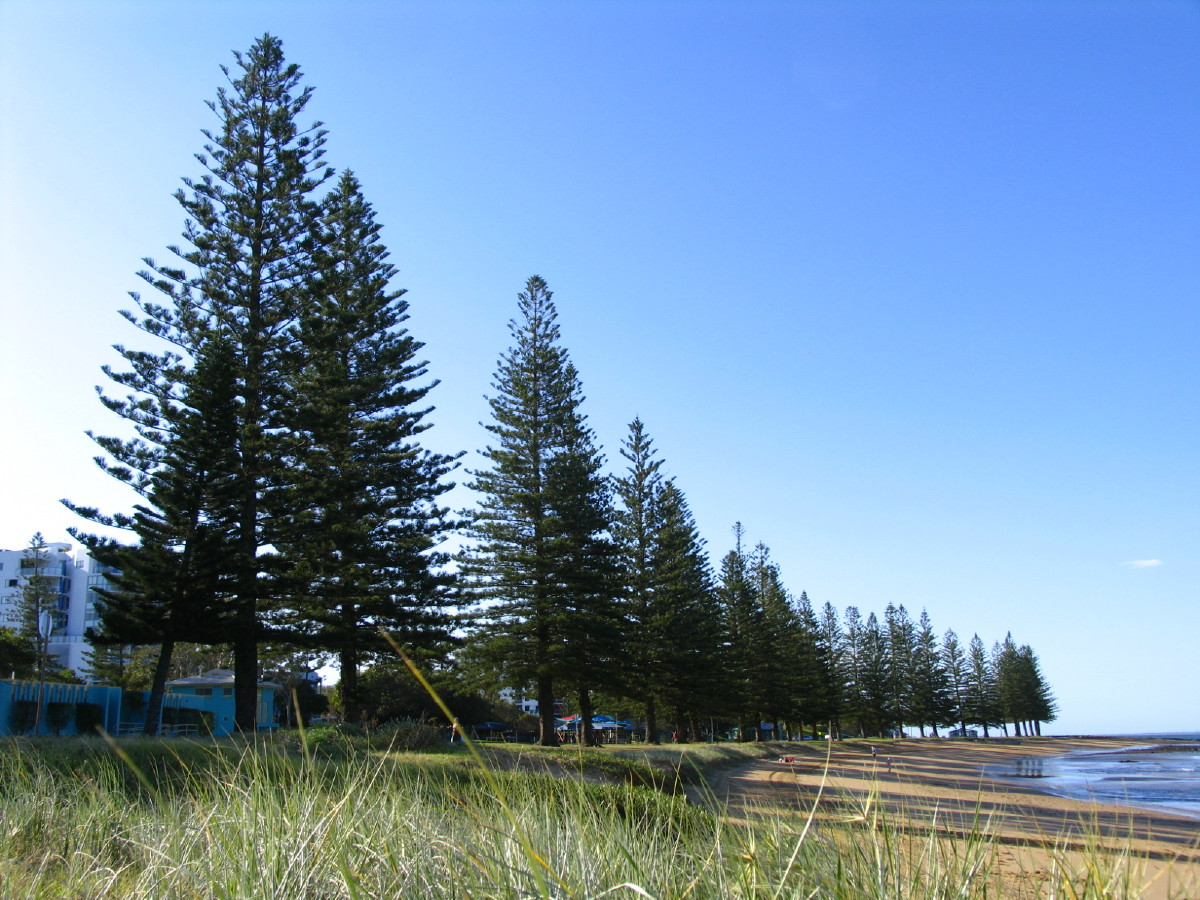
Plage de Scarborough
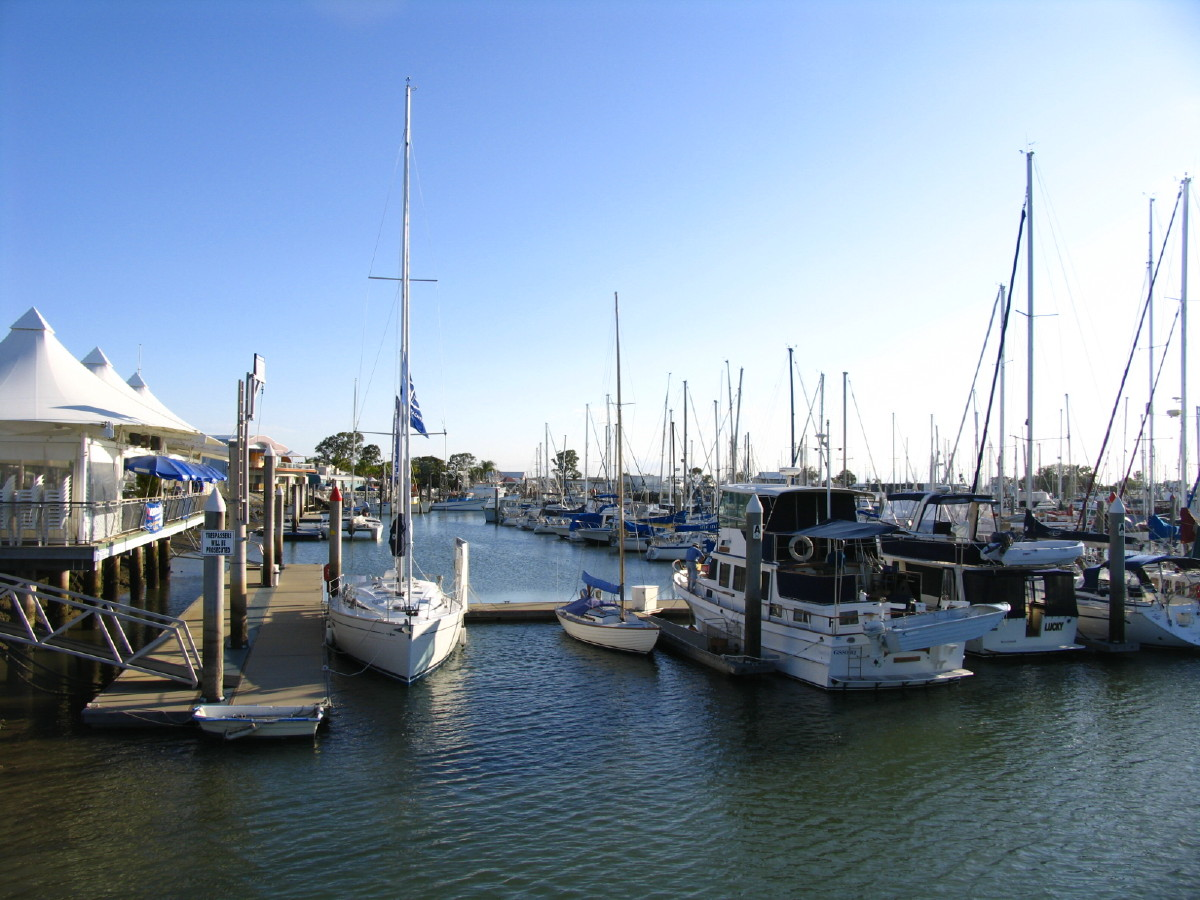
Port de plaisance de Scarborough